# Mare Serenitatis

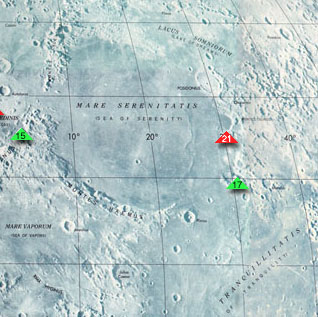
Karte des Mare Serenitatis (die kolorierten Pfeile zeigen die Landepositionen von Luna 21, Apollo 15 und Apollo 17)

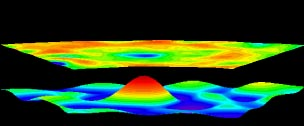
Mascon des Mare Serenitatis im Vergleich des Schwerefeldes (unten) mit der Topografie der Mareoberfläche

Das Mare Serenitatis (lat. „Meer der Heiterkeit“) ist ein Mondmeer östlich des Mare Imbrium auf dem Erdmond. Es befindet sich im Serenitatis-Becken. 
Das Mare Serenitatis grenzt an das Mare Tranquillitatis im Südosten sowie an das Mare Vaporum im Südwesten.
Entlang des südwestlichen Beckenrandes zieht sich das Gebirge Montes Haemus. Weiter westlich vom Mare landete Apollo 15. Südöstlich seines Randes liegen die Montes Taurus, in deren Nähe Luna 21 und Apollo 17 landeten.
Das Meer liegt mittig auf den selenografischen Koordinaten 28° 00′ N, 17° 30′ E. Der mittlere Durchmesser beträgt 707 km. 

## Kulturelles
Das Mare Serenitatis wird volkstümlich auch als ein Auge des Mannes im Mond angesehen.
Im Roman Heliopolis von Ernst Jünger wird anfangs eine Begehung des Mare erwähnt und damit die Handlung als in der Zukunft spielend gekennzeichnet.
In der Anime-Serie Sailor Moon ist das Mare Serenitatis der Ort, an dem sich früher das Mondkönigreich befand.